# 奧地利的萊納 (1827-1913)
奧地利的萊納（德語：Rainer von Österreich，1827年1月11日—1913年1月27日），奧地利皇帝法蘭茲一世的姪子，1861年至1865年擔任奧地利帝國總理主席。
1852年，萊納大公與堂姐瑪麗亞·卡羅琳娜結婚，兩人沒有子女。1913年萊納於維也納的霍夫堡皇宮去世，享年86歲。